# 미조노쿠치역
미조노쿠치역(일본어: 溝の口駅, みぞのくちえき)은 일본 가나가와현 가와사키시 다카쓰구에 있는 도쿄 급행 전철의 역이다.

## 개요
본 역에는 선로 명칭에서 덴엔토시 선의 한 노선만 명시되지만 본 역에서 후타코타마가와 역까지의 복복선을 이용하여 덴엔토시 선 열차와 오이마치 선이 달리면서 각각 별도의 노선으로 안내되고 있고 본 역이 오이마치 선의 종점으로 취급된다. 역 번호에 대해서도 덴엔토시 선과 오이마치 선이 각각 개별적으로 주어지고 덴엔토시 선은 DT10, 오이마치 선은 OM16이다.
또, 본 역은 동일본여객철도(JR 동일본) 난부 선의 무사시미조노쿠치역과 인접 환승역으로 상호 간의 환승객들도 많다. 그래서, 일부 구간에서는 연결 운수를 취급한다. 앞에서 언급된 두 역과 역 남동쪽의 재개발 지구는 보행자 데크에서 체결되어 동쪽, 남쪽 출입구의 어느 쪽에서도 지상으로 내려가지 않고 JR역과 왕래하고 있다.
역장 소재역이며, 미조노쿠치 관내로서 후타코신치 역 ~ 가지가야 역간을 관리하고 있다. 현재의 미조노쿠치 관내에 해당하는 각 역은 2009년 9월 30일까지 후타코타마가와 역 관할의 후타코타마가와 관내의 일부이다.
다카쓰 구청의 근처역으로 상업, 행정과 함께 다카쓰 구의 중심이 되고 있다.

## 역사
- 1927년 7월 15일: 다마가와 전기철도 영업 개시.
- 1943년 7월 1일: 미조노쿠치 선이 철도로 전환, 난부선에 대해서는 직각으로 들어가도록 변경됨.
- 1966년 4월 1일: 당역 영업 개시.
- 1979년 8월 12일: 덴엔토시 선과 한조몬 선 직결 운행 개시.
- 1992년: 개량공사착수. 공사 후 승강장이 2면 3선이 됨.
- 2008년 7월 27일: 덴엔토시 선 하행 승강장을 2번선에서 1번선으로 전환됨.
- 2009년
  - 6월 15일: 덴엔토시 선 상행 승강장을 3번선에서 4번선으로 전환해, 3번 승강장은 아침에만 준급·급행열차가 정차하게 된다.
  - 7월 11일: 덴엔토시 선 복선화에 의해 오이마치 선이 당역까지 노선연장 개시.
- 2014년 7월: 승강장, 대합실, 여객 화장실 등의 조명이 도큐 선에서 5번째가 되고, 전역 LED조명이 됨.

## 역 구조
섬식 승강장 2면 4선의 고가역이다. 외측의 1,4번 선이 덴엔토시 선, 2,3번 선에 오이마치 선이 발착한다. 가지가야 방향으로 오이마치 선용 입환선을 2선 설치하였지만 말단부는 설치되지 않고 덴엔토시 선 선로와 통하게 하여 오이마치 선 차량을 회송할 때 사용한다.
개찰구는 정면 출입구와 남쪽 개찰구의 2곳에서 엘리베이터와 에스컬레이터를 병설하고 있다. 화장실은 개찰구 내에 있다.
개량 공사 전에는 상대식 승강장 2면 2선으로 주오린칸 방면이 1번 선, 시부야 방면이 2번 선이었다. 또한, 개량 공사가 진행되고 오이마치 선이 연장되기까지는 상행 승강장 1면 2선, 하행 승강장이 1면 1선의 혼합식 승강장 2면 3선으로 아침 러시아워에는 열차가 교대로 발착했었다.

### 승강장
| 번호 | 노선        | 방향 | 행선                                                                                      |
| ---- | ----------- | ---- | ----------------------------------------------------------------------------------------- |
| 1    | 덴엔토시 선 | 하행 | 사기누마・나가쓰타・주오린칸 방면                                                         |
| 2    | 오이마치 선 | 하행 | (하차 전용)                                                                               |
| 3    | 오이마치 선 | 상행 | 후타코타마가와・지유가오카・오오카야마・하타노다이・오이마치 방면 (일부는 4번홈에서 발차) |
| 4    | 덴엔토시 선 | 상행 | 후타코타마가와・시부야・ 한조몬 선 오시아게・ 도부 선 가스카베 방면                       |

## 역 주변
- 동일본여객철도(JR 동일본) 난부 선 무사시미조노쿠치역 - 환승역
- 가나가와 현 다카쓰 합동 청사 (다카쓰 현세 사무소)
- 다카쓰 구청
- 다카쓰 보건 복지 센터
- 가와사키키타 세무서
- 다카쓰 우체국
- 미조노쿠치 역전 파출소
- 간토 자동차 학교
- 가와사키 기타 근로 기준 감독서
- 헬로우 워크 가와사키키타
- 가와사키키타 세무서
- 센조쿠 학원
  - 센조쿠가쿠엔 음악 대학
- 도큐 스토어 미조노쿠치점
- 돈키호테 미조노쿠치점

## 사진

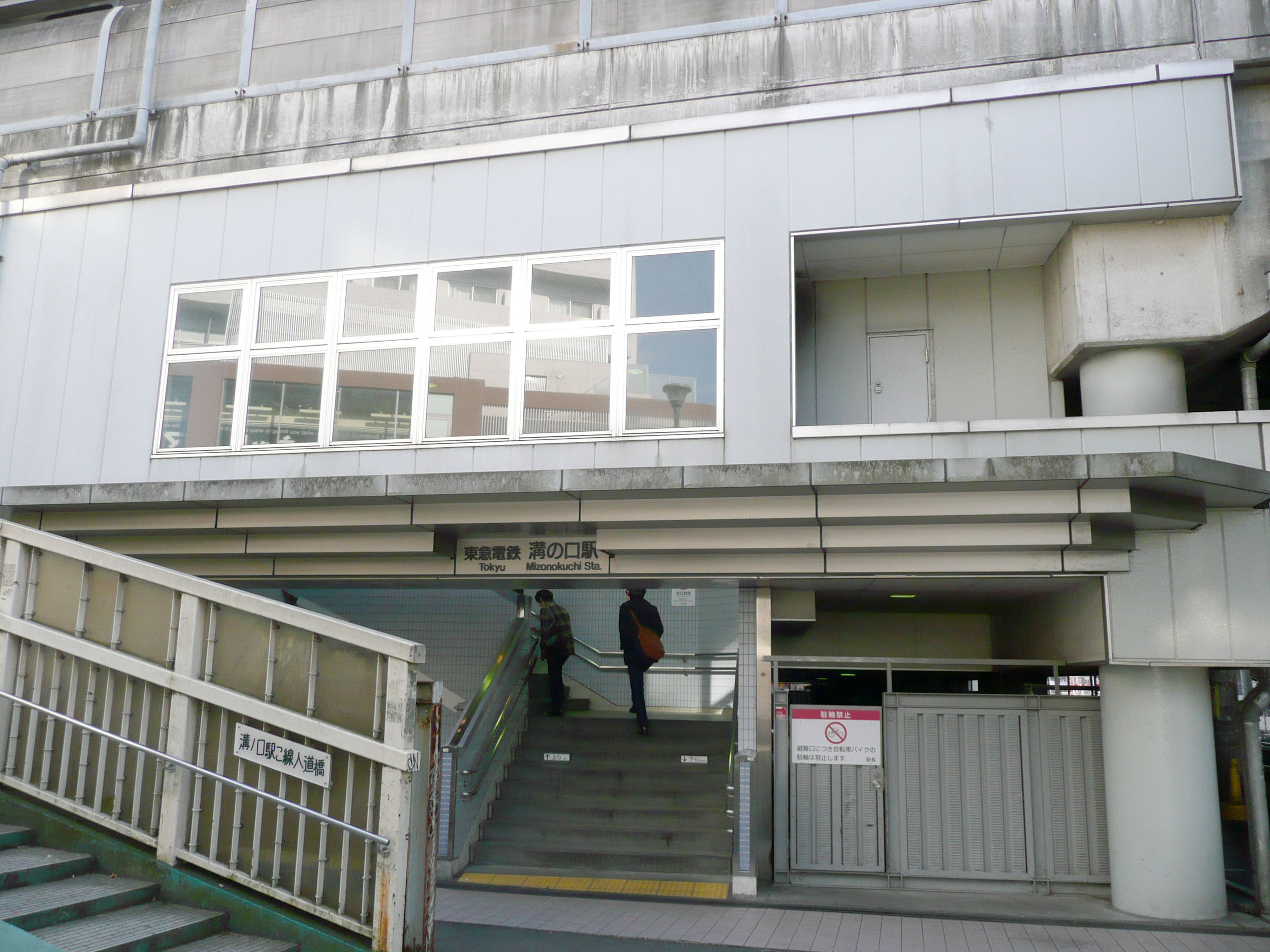
서쪽 출입구

## 인접역
| 도쿄 급행 전철 덴엔토시 선        | 도쿄 급행 전철 덴엔토시 선 | 도쿄 급행 전철 덴엔토시 선  |
| --------------------------------- | -------------------------- | --------------------------- |
| DT07 후타코타마가와 시부야 방면   | ■ 급행 ■ 준급              | 사기누마 DT14 주오린칸 방면 |
| DT09 다카쓰 시부야 방면           | ■ 각역정차                 | 가지가야 DT11 주오린칸 방면 |
| 도쿄 급행 전철 오이마치 선        |                            |                             |
| OM15 후타코타마가와 오이마치 방면 | ■ 급행 □ 각역정차          | 시·종착역                   |
| OM15 후타코타마가와 오이마치 방면 | ■ 각역정차                 | 시·종착역                   |

※ 오이마치 선과 덴엔토시 선 가지가야 방면으로 직통하는 열차는 후타코타마가와 역을 기점으로 덴엔토시 선 열차로 운행한다.